# Saint-Denis-d'Authou
 Saint-Denis-d'Authou  là một xã của tỉnh Eure-et-Loir, thuộc vùng Centre-Val de Loire, miền bắc nước Pháp.